# Upgrade (programma televisivo)
Upgrade è stato un programma televisivo italiano a premi, ideato e condotto da Giulio Golia, in collaborazione con Unieuro e Samsung, in onda ogni sabato su Italia 1 alle 13:50 dal 18 novembre 2017 al 9 febbraio 2019. Esso è basato sull’omonimo format creato dall’Armoza Formats.

## Il programma
In ogni puntata, partecipano due famiglie, le quali vogliono rinnovare l’elettronica di casa, sostituendo due propri oggetti con altri prodotti tecnologicamente più avanzati e consigliati dagli Upgrade Boys, esperti consulenti Unieuro, i quali danno supporti sulla soluzione più adatta alla famiglia dei migliori prodotti Samsung, dalle tv agli smartphones, dai tablet ai grandi e piccoli elettrodomestici.
Il gioco viene strutturato in due round per oggetto: nel primo round la famiglia per poter sostituire uno degli oggetti desiderati deve rispondere correttamente a tre domande a risposta diretta in 20 secondi con la possibilità di commettere un solo errore. Nel secondo round, invece, la famiglia deve rispondere correttamente a cinque domande sempre con la possibilità di commettere un errore. Durante il gioco, la famiglia può utilizzare anche due aiuti: l’aiuto in casa dove in un minuto ci si può consultare con quello che si ha a disposizione e l’aiuto fuori casa dove per tre minuti si può chiedere ai passanti la risposta alla domanda.
Se la famiglia, commette due errori in un round, non solo non vincerà il nuovo prodotto, ma il loro verrà incatenato per un mese.

## Edizioni
| Edizione | Conduzione   | Periodo          | Periodo         | Giorno | Puntate |
| Edizione | Conduzione   | Inizio           | Fine            | Giorno | Puntate |
| -------- | ------------ | ---------------- | --------------- | ------ | ------- |
| 1ª       | Giulio Golia | 18 novembre 2017 | 13 gennaio 2018 | Sabato | 9       |
| 2ª       | Giulio Golia | 24 novembre 2018 | 9 febbraio 2019 | Sabato | 12      |

### Prima edizione (2017)
| Puntata | Messa in onda    |
| ------- | ---------------- |
| 1       | 18 novembre 2017 |
| 2       | 25 novembre 2017 |
| 3       | 2 dicembre 2017  |
| 4       | 9 dicembre 2017  |
| 5       | 16 dicembre 2017 |
| 6       | 23 dicembre 2017 |
| 7       | 30 dicembre 2017 |
| 8       | 6 gennaio 2018   |
| 9       | 13 gennaio 2018  |

### Seconda edizione (2018)
| Puntata | Messa in onda    |
| ------- | ---------------- |
| 1       | 24 novembre 2018 |
| 2       | 1º dicembre 2018 |
| 3       | 8 dicembre 2018  |
| 4       | 15 dicembre 2018 |
| 5       | 22 dicembre 2018 |
| 6       | 29 dicembre 2018 |
| 7       | 5 gennaio 2019   |
| 8       | 12 gennaio 2019  |
| 9       | 19 gennaio 2019  |
| 10      | 26 gennaio 2019  |
| 11      | 2 febbraio 2019  |
| 12      | 9 febbraio 2019  |